# 上腸系膜動脈症候群
上肠系膜动脉症候群（ superior mesenteric artery syndrome ）是一种消化道血管疾病，因十二指腸第三與第四部份通過上腸系膜動脈（位於前方）與主動脈（位於後方）之間時遭到夾擠阻塞所致。这种罕见的 ，可能威胁生命的病症，一般認為是因上腸系膜動脈與主動脈之間，因為缺少後腹腔與內臟（腸系膜）脂肪，使得兩條大血管之間的夾角僅有6°–25，壓迫十二指腸所致（上腸系膜動脈與主動脈之間的夾角正常範圍為38°–56°）。此外，病人的主动脉與肠系膜動脈之間距离为2–8毫米，而正常情況此距離約為10–20毫米。  但是，單僅上腸系膜動脈－主動脈之間夾角較小，並不足以做出诊断，因为已知BMI较低的患者（尤其是儿童），該夾角雖然小，但卻沒有本症之症状。 
上腸系膜動脈症候群也称为Wilkie症候群、石膏症候群（cast syndrome）、肠系膜根综合征，慢性十二指肠阻塞，和间歇性動脈－肠系膜阻塞。  它与胡桃夹综合征不同， 胡桃夹综合征是在主動脈和上腸系膜動脈之间夹著左肾静脉 ，不過兩種狀況可能同時存在。 

## 病徵和症状
病徵和症状包括饱腹感， 恶心 ， 呕吐 ，餐后腹部剧烈 “刺痛”（由于十二指肠遭到压迫，從而代償性激烈蠕动 ），腹部脹大，打嗝 ，腹部压痛， 胃食道逆流感 ，胃灼热感 。  婴儿餵食困難與体重不易增加，也是常见的症状。 

## 诊断
诊断並不容易，通常是藉由排除其他病因而下診斷。因此，必須對病人的胃肠道进行了广泛的檢查（包括上消化道內視鏡 ），排除各种消化不良，溃疡和腸道發炎性疾病，才考虑上腸系膜動脈症候群。X光检查可能發現十二指肠扩张，但在上腸系膜動脈經過之處突然收缩，而顯影劑通過胃十二指肠区域的時間，延遲達四到六小时。标准的诊断检查包括腹部和骨盆之口服與靜脈注射顯影劑的電腦斷層扫描 （CT）， 上消化道造影检查；對於仍然難以確定診斷的病人，則使用低滲透壓顯影劑，進行十二指腸造影。 另外也可以超音波和血管攝影等等檢查血管，或許可以發現經過上腸系膜動脈的血流速度增加，或是上腸系膜動脈與主動脈之間的夾角變小。  